# الدهره
الدهراه در یمن است که در استان صنعا واقع شده‌است.